# Hweshik
Hweshik (tiếng Hàn Quốc: 회식, Hanja: 會食, Hán-Việt: hội thực, dịch "ăn uống cùng nhau") là một hình thức tụ tập phổ biến trong xã hội Hàn Quốc, chỉ đến việc một nhóm người quây quần bên nhau để ăn uống nhậu nhẹt. Trong xã hội Hàn, hweshik được xác lập như một tiểu văn hóa của tổ chức hoặc doanh nghiệp.